# Kloster Hochstraß

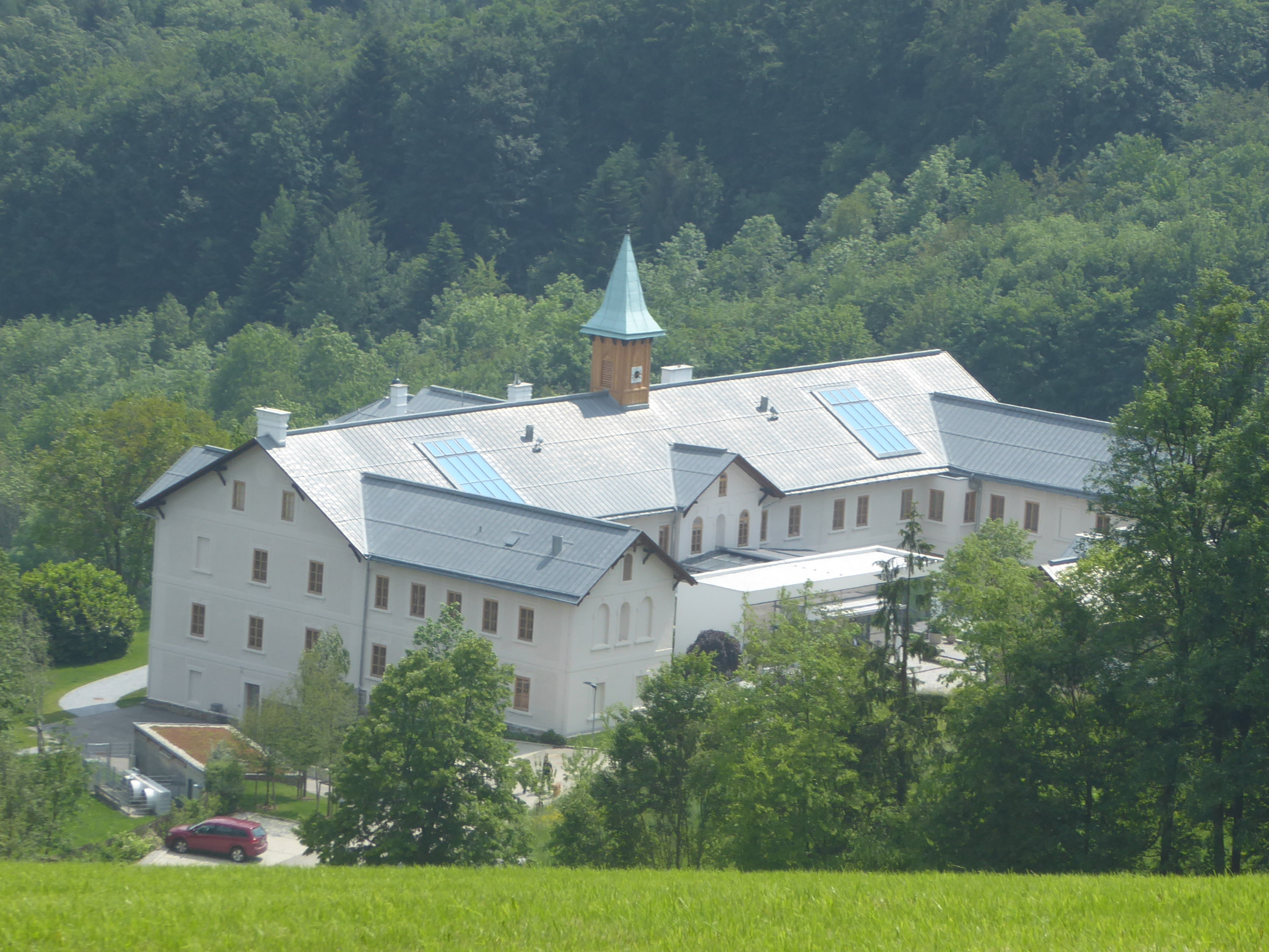
„Refugium Hochstrass“ (2018)

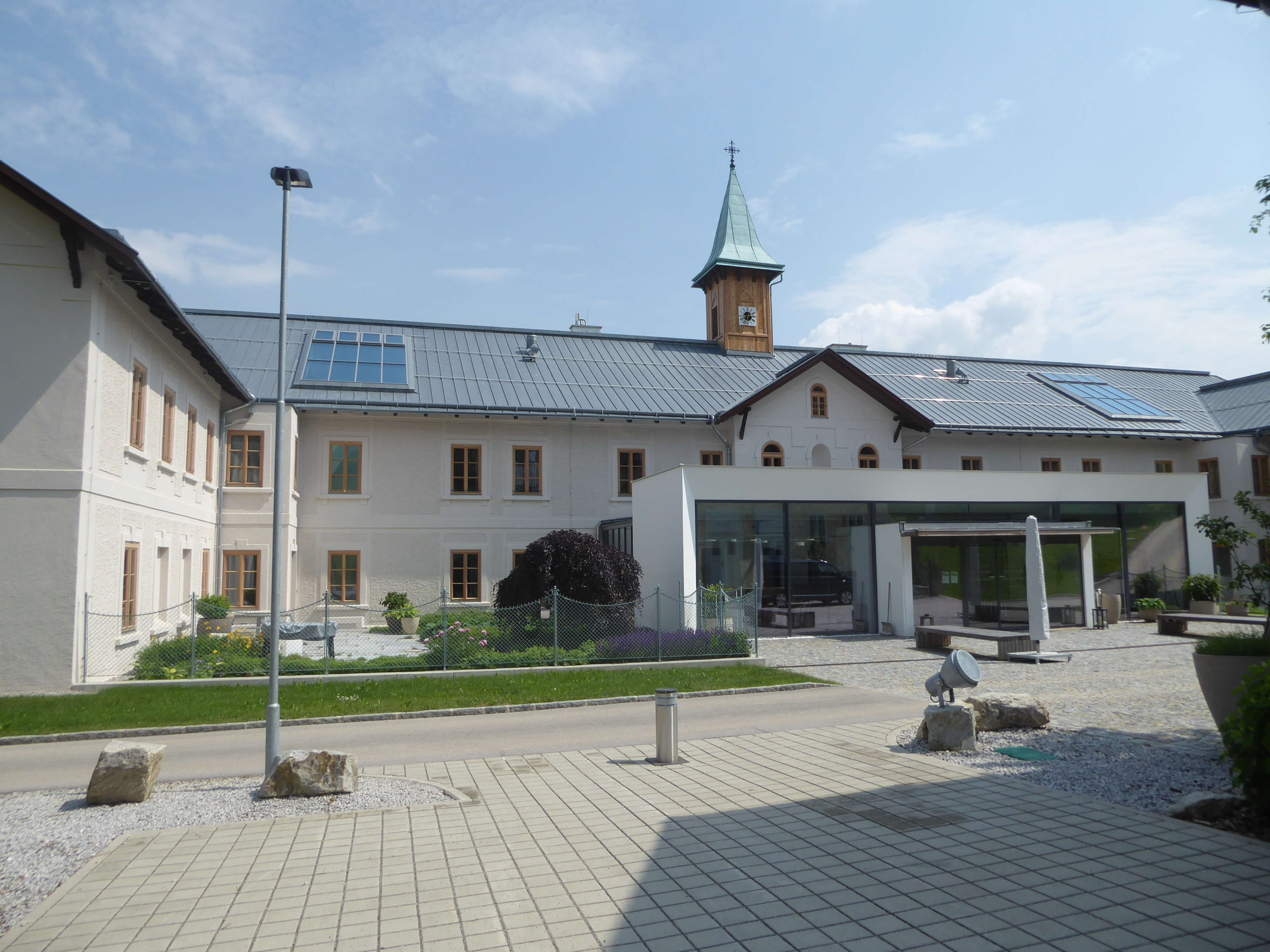
„Refugium Hochstrass“ (2018)

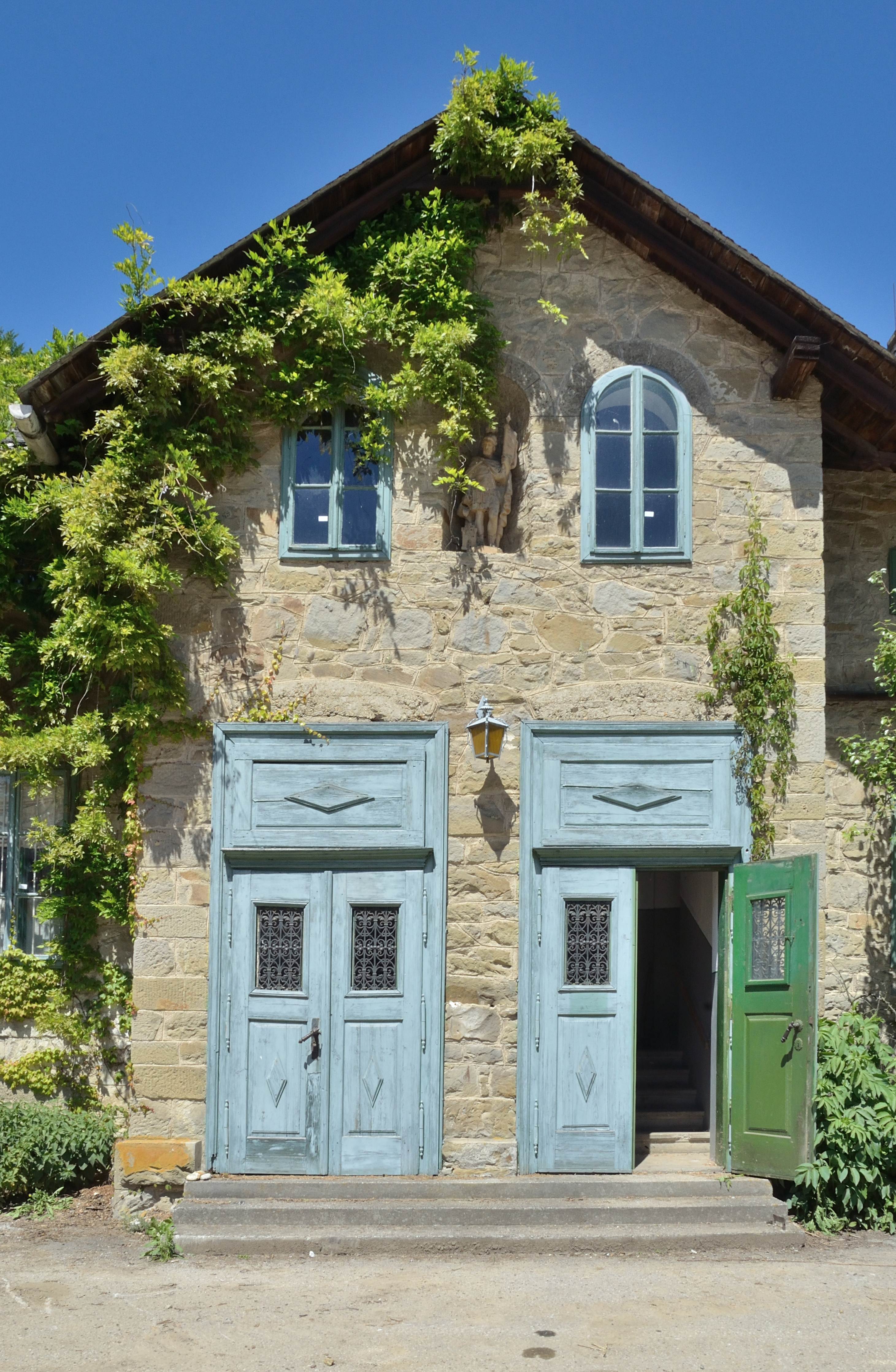
Kloster Hochstraß (2014)

Das Kloster Hochstraß (auch: Kloster des Ordens der Töchter der göttlichen Liebe) war ein Kloster in Hochstraß in der Gemeinde Stössing, Niederösterreich.

## Geschichte
Das von der Kongregation der Töchter der göttlichen Liebe errichtete Kloster wurde 1896 errichtet. Die Landwirtschaftliche Haushaltungsschule nahm 1897 ihren Betrieb auf. Das Kloster wurde mehrmals erweitert und ausgebaut. Im Zweiten Weltkrieg wurde die Schule geschlossen und Flüchtlinge einquartiert.
Danach nahmen die Ordensschwestern wieder ihre Tätigkeit auf und eröffneten die Haushaltungsschule erneut, jedoch mussten sie 2009 die Schule aufgeben.
Die Liegenschaft steht unter Denkmalschutz (Listeneintrag). Etwa 100 m westlich besteht ein kleiner Friedhof mit etwa einem Dutzend Grablegen und Bildstöcken (Listeneintrag).

## Refugium Hochstrass
Das gesamte Areal wurde 2012 verkauft und in ein Seminarhotel, das Refugium Hochstrass, umfunktioniert, das 2015 eröffnet wurde.